# Пивано, Фернанда
Фернанда Пивано (итал. Fernanda Pivano; 18 июля 1917, Генуя — 18 августа 2009, Милан) — итальянская писательница, эссеист, журналист, переводчик и критик.

## Биография
После окончания Туринского университета занялась литературной деятельностью под руководством Чезаре Павезе. Редактировала первый итальянский перевод  «Антологии Спун-Ривер» (Spoon River Anthology) Эдгара Ли Мастерса (1943, 1947). Была пропагандистом и главным интерпретатором современной американской литературы, редакционным консультантом и переводчиком (Уильям Фолкнер, Фрэнсис Скотт Фицджеральд, Эрнест Хемингуэй, Торнтон Уайлдер).
В частности, занималась распространением и переводом произведений авторов Beat Generation (Грегори Корсо, Уильям С. Берроуз, Лоуренс Ферлингетти, Аллен Гинзберг, Джек Керуак). Считается одним из пропагандистов минимализма в 1980-х годах. В 2008 году были опубликованы её дневники за 1971—1973 годы; их второй том за 1974—2009 годы был опубликован посмертно в 2010 году. 
С 1992 года — почётный член Академии Брера. За свою творческую деятельность  получила ряд наград и званий, в том числе:

## Награды
- 1964: Saint Vincent Prize for Journalism
- 1975: Monselice Prize for Translation
- 1983: San Gerolamo Prize
- 1985: Giovanni Comisso Prize for literature
- 1992: Mondello Prize
- 1998: Estense Prize
- 2002: Art, Science and Peace Prize
- 2003: Премия Гринцане-Кавур
- 2005: Tenco Prize
- 2006: Vittorio De Sica Prize for literature

Учреждена литературная премия имени Фернандв Пивано.
Была замужем за архитектором и дизайнером Этторе Соттсассом.
Похоронена на кладбище Стальено.